# バズ・ライトイヤー (映画)
『バズ・ライトイヤー』（原題: Lightyear）は、2022年のアメリカ合衆国のコンピュータ・アニメーションSFアクション映画。ピクサー・アニメーション・スタジオとウォルト・ディズニー・ピクチャーズが製作し、ウォルト・ディズニー・スタジオ・モーション・ピクチャーズが配給する。ピクサーの映画『トイ・ストーリー』シリーズのスピンオフ作品。シリーズ1作目の世界で人気だったおもちゃのバズ・ライトイヤーの世界観で自身の原点を描いた作品。監督は長編映画デビュー作となるアンガス・マクレーン、主人公バズの声をクリス・エヴァンスが担当する。

## あらすじ
映画は「この映画は、1995年にバズ・ライトイヤーの人形を誕生日にもらったアンディのお気に入りの映画である」という字幕から始まる。
故郷への帰還のため星間航行を続けていた調査宇宙船「S.C.01.T.S」は未知の移住可能な惑星を発見したため、急遽調査をすることになった。スターコマンドのスペースレンジャーであるバズ・ライトイヤーと、彼の指揮官であり親友であるアリーシャ・ホーソーンは、新隊員のフェザリンガムスタンとともに、居住可能と思わる新惑星「トゥカニプライム」を探索するために着陸した。しかし、トゥカニプライムに生息する生命体は異常なまでに敵対的であることが判明したため、探査船へ撤退。宇宙空間への離脱を試みたが、バズは離脱中に調査船を損傷させてしまう。結果として調査船はトゥカニプライムに墜落し、さらに亜空間航行であるハイパースペースを行うための燃料「ハイパークリスタル」が全損してしまったため、星間航行すら不可能となってしまった。そこで修理を行い旅を続けるために、トゥカニプライムにとどまることになる。
1年後、乗組員達は宇宙船の修理を行うためにコロニーを建造しつつ、必要な技術や物資、施設を開発していた。バズは、ハイパークリスタルをテストするパイロットとして、ハイパー航法の試験飛行をおこなった。しかし、この4分間のテストの際ハイパークリスタルが異常をきたしたため実験は失敗。さらに相対論的な速度で移動したことによる「ウラシマ効果」の影響で、トゥカニプライムでは実に「4年と半年と3日」もの時間が過ぎていた。見違えたコロニーや、結婚し司令官となったホーソーン、そして実験失敗と調査船墜落の責任の負い目を感じるバズだったが、彼のアフターケアを担当するネコ型ロボット「ソックス」の励ましもあって、ハイパースペース燃料のテストを続ける。しかし、すべてのテストはことごとく失敗。テストが繰り返される間にトゥカニプライムではさらに62年以上の歳月が経過し、老いたホーソーンはテストの影響で若いままのバズを残してこの世を去る。
あらゆる失敗や友人の死、さらに新たな指揮官によるカル・バーンサイド中佐のコロニーでの定住宣言も相まって、バズはショックを受けてしまった。しかし、ソックスは62年もの間に、ハイパークリスタルの燃料問題を解決していたのだった。バズは残された人々を故郷に返すべく、実験機を拝借してハイパー航法の無断実験を敢行する。実験の結果、見事にハイパー航法を成功させたバズはトゥカニプライムに帰還した。しかし、不時着したバズとソックスは見知らぬ兵士に保護される。ハイパー航法の間に巨大宇宙船「ザーグシップ」が飛来し、コロニーは謎のロボット軍団の攻撃を受け続けていたのだ。バズとソックスは、彼らを保護したアリーシャの孫のイジー・ホーソーンと新兵のモー・モリソン、ダービー・スティール、ロボットのデリックと共に、ザーグシップを破壊する「サプライズパーティー作戦」を計画する。

## 声の出演
| キャラクター           | 原語版                         | 日本語吹替             |
| ---------------------- | ------------------------------ | ---------------------- |
| バズ・ライトイヤー     | クリス・エヴァンス             | 鈴木亮平               |
| イジー・ホーソーン     | キキ・パーマー                 | 今田美桜               |
| ソックス               | ピーター・ソーン               | 山内健司（かまいたち） |
| モー・モリソン         | タイカ・ワイティティ           | 三木眞一郎             |
| ダービー・スティール   | デール・ソウルズ               | 磯辺万沙子             |
| ザーグ                 | ジェームズ・ブローリン         | 銀河万丈               |
| アリーシャ・ホーソーン | ウゾ・アドゥーバ               | りょう                 |
| アイヴァン             | メアリー・マクドナルド＝ルイス | 沢城みゆき             |
| カル・バーンサイド中佐 | イザイア・ウィットロック・Jr   | 間宮康弘               |
| エリック / デリック    | アンガス・マクレーン           | ケンコー               |
| フェザリンガムスタン   | ビル・ヘイダー                 | 清水裕亮               |
| ディアス航空士         | エフレン・ラミレッツ           | 小松史法               |
| 幼いイジー             | キーラ・ヘアーストン           | 御園紬                 |

## 製作
開発は、『ファインディング・ニモ』（2003年）の続編『ファインディング・ドリー』（2016年）の仕事を終えた後に始まった。『ドリー』をアンドリュー・スタントンと共同監督した後、アンガス・マクレーンは、アンディ・デイビスが初代『トイ・ストーリー』（1995年）でどんな映画を見てバズ・ライトイヤーのアクションフィギュアに興味を持ったのかをずっと気になっていたことから、バズ・ライトイヤーの映画化のアイデアを提案することになった。SFファンでもあるマクレーンは、ピクサーで働き始めた頃からライトイヤーというキャラクターに魅力を感じており、この映画のストーリーが自分にとって非常に「個人的」なものであると感じていたという。「トイ・ストーリー」作品に存在する側面のうち、ライトイヤーが探求しているのは、現実の本質をめぐるバズの意見の相違であり、それが彼の英雄的な理想と相まって、SFの決まり文句の融合をもたらし、マクレーンはそれを単なるオチ以上のものにしようと考えたのである。
2019年2月には、映画でバズの声を務めたティム・アレンが、「やらない理由が見当たらない」として、もう1作やることに興味を示したが、本作が当初は実写化の予定で『4』までとは違うチームが参加する事や、ウッディ無しの続編は有り得ないと考え「やる事は何もない」と参加する意思が無かったと公開後に明かした。
同年5月の「エレンの部屋」で、ウッディの声を担当したトム・ハンクスは、『トイ・ストーリー4』（2019年）がフランチャイズの最終作になると語ったが、プロデューサーのマーク・ニールセンは、ピクサーがその可能性を排除していないとして、5作目の可能性を明かした。
2020年12月、ディズニーの投資家向け説明会において、『バズ・ライトイヤー』は、人間のバズ・ライトイヤーの宇宙的な起源を描いたスピンオフ映画であることが発表され、クリス・エヴァンスがキャラクターの声を務めることになった。

## 公開
2022年6月17日に米国で劇場公開された。日本では7月1日に公開。
ピクサーの長編映画が日本で7月に公開されるのは2019年公開の『トイ・ストーリー4』以来3年ぶりとなる。また、新型コロナウイルスの影響によりアメリカ合衆国や日本などのDisney+サービス展開地域ではピクサーが製作した長編映画3作品が映画館での公開はされずに同サービスでの配信作品としての公開を余儀なくされた。そのため、2020年3月に公開された4作品前の『2分の1の魔法』以来の劇場上映作品となった。また、ピクサーの長編映画が同社と他社の短編映画と同時上映されなかったのは2022年公開の「私ときどきレッサーパンダ」に続き5作目となる。
2022年7月20日、ウォルト・ディズニー・カンパニーは本作品を同年8月3日からDisney+の見放題作品として追加することを発表した。その後、ウォルト・ディズニー・ジャパンは日本のDisney+については同年8月24日から見放題独占配信を開始することを同月19日に発表した。

### 上映禁止
イスラム圏である中東やアジアの一部地域では本作品の上映が許可されなかったと2022年6月に報じられた。許可されなかった理由については公表されていないが、女性同士がキスを交わす場面があることから、イスラム教では禁忌とされている同性愛が問題視された可能性がある。また、中華人民共和国（中国）でも当局が一部場面のカットを要求したが、ディズニー側が拒否したことから、同国での上映も絶望視されていると同月に報じられた。
女性同士のキスシーンが描かれたことについて、一部の保守派が「子どもたちに同性愛を助長する」などと主張して作品を批判する動きをみせたが、バズ・ライトイヤーの声優を務めたクリス・エヴァンスは「本当のところ、あの人たちは大バカ者なんだ」「気弱で、無知で、昔の価値観にしがみつこうとする人たちは、いつだって存在するものです。でも、そういう人たちは、恐竜のように滅びていく。私たちが目指すのは、彼らを意に介さず、前進し、人間らしく成長することを受け入れることだと思います」と反論した。

## テレビ放映
| 回数 | 放送局     | 放送枠           | 放送日        | 放送時間    | 放送分数 | 吹替版     | 平均世帯 視聴率 | 備考                        |
| ---- | ---------- | ---------------- | ------------- | ----------- | -------- | ---------- | --------------- | --------------------------- |
| 1    | 日本テレビ | 金曜ロードショー | 2024年9月27日 | 21:00-22:59 | 119分    | 劇場公開版 | 5.1%            | 地上波初放送 本編ノーカット |

- 地上波放送・関東地区のみ記載。
- 視聴率はビデオリサーチ調べ。関東地区でのデータ。